# Francesco Labanchi
Francesco Labanchi (Maratea, 30 agosto 1720 – Napoli, 21 ottobre 1770) è stato un ammiraglio italiano, al servizio del Regno di Napoli.

## Biografia
Nato a Castrocucco, frazione di Maratea; secondogenito del barone di Castrocucco Nicola Labanchi e della baronessa Maria Vittoria Pisani, fu educato alla vita marinara a Napoli. Nel 1750 Carlo III di Borbone lo nominò colonnello, e poi vice-ammiraglio del comando generale della Real Marina.
Il 6 ottobre 1763 lo stesso Carlo III gli conferì il grado di ammiraglio. L'anno successivo fu nominato ambasciatore presso il sultano di Costantinopoli.
Nel 1765 ottenne un anno di congedo, e si recò a Maratea per rincontrare la sua famiglia e gli amici d'infanzia.
Morì a Napoli nel 1770.